# Jiangnan (Nanning)
Jiangnan (chinesisch 江南区, Pinyin Jiāngnán Qū; Zhuang Gyanghnanz Gih) ist ein chinesischer Stadtbezirk der bezirksfreien Stadt Nanning, der Hauptstadt des Autonomen Gebietes Guangxi der Zhuang-Nationalität im Süden der Volksrepublik China. Er hat eine Fläche von 1.183 km² und zählt 658.600 Einwohner (Stand: Ende 2018).

## Administrative Gliederung
Auf Gemeindeebene setzt sich der Stadtbezirk aus vier Straßenvierteln und vier Großgemeinden zusammen.

## Ethnische Gliederung der Bevölkerung (2000)
Beim Zensus im Jahr 2000 hatte der Stadtbezirk Jiangnan in seinen damaligen Grenzen 192.545 Einwohner.
| Name des Volkes | Einwohner | Anteil  |
| --------------- | --------- | ------- |
| Han             | 134.825   | 70,02 % |
| Zhuang          | 54.232    | 28,17 % |
| Yao             | 1.607     | 0,83 %  |
| Hui             | 339       | 0,18 %  |
| Mulam           | 294       | 0,15 %  |
| Miao            | 267       | 0,14 %  |
| Manju           | 253       | 0,13 %  |
| Dong            | 240       | 0,12 %  |
| Sonstige        | 488       | 0,25 %  |